# Fabresema flavibasalis
Fabresema flavibasalis là một loài bướm đêm thuộc phân họ Arctiinae, họ Erebidae.